# Phoma anigozanthi
Phoma anigozanthi är en lavart som beskrevs av Tassi 1899. Phoma anigozanthi ingår i släktet Phoma, ordningen Pleosporales, klassen Dothideomycetes, divisionen sporsäcksvampar och riket svampar.   Inga underarter finns listade i Catalogue of Life.